# Szoliszkó menedékház
Szoliszkó menedékház (Chata pod Soliskom, 1830 m) Szlovákiában a Magas-Tátrában Az Elülső-Szoliszkó-csúcs alatt.

## Története
A Szoliszkóra vezető második ülőfelvonóval egy időben építették meg, ennek felső állomása közelében található.
1944-ben helyezték használatba, de valójában csak 1946-ban fejezték be. Azért építették, hogy menedékként szolgáljon a sízőknek rossz idő esetén. A legfiatalabb menedékház a Magas-Tátrában. 2003-ban teljesen újjáépítették.

## Szálláshelyek
A 2003-as átépítéséig szálláslehetőség nem volt. Az átalakítás után 2 hálószoba, 6 darab emeletes és 5 darab háromemeletes ággyal várja a síelőket, turistákat. Vendéglője 30 férőhelyes.

## Megközelítése
A Csorba-tótól két úton is mgközelíthető: 
- a FIS-szálló mellett elhaladó kék  jelzésű úton az ülőszékes felvonóval párhuzamosan, 1 óra.
- a piros  jelzésen Podbanszkó felé kb. 30 perc múlva, sárga  jelzés ágazik ki jobbra a Furkota-völgybe. Ezen addig kell haladni, míg egy jobbra vezető kék  jelzéshez érünk, amely a Szoliszkó-nyergen át a menedékházhoz vezet. Összesen 1 óra 30 perc.

A FIS-szálló mellől induló ülőszékes felvonó felső állomásától kb. 50 méter.

## Túravidéke
A Mlynica- és a Furkota-völgy, a Bástya-gerinc és a Szoliszkó gerinc, valamint a Hlinszka-toronytól a Szedilkóig húzódó gerinc csúcsai.

## Jelzett turistautak
- Az Elölső-Szoliszkó-csúcsra vezető piros jelzés,  1 óra.
- A Furkota-völgy felé vezető kék  jelzés, a völgyben lévő sárga  jelzésig, 15 perc.
- A Csorbatóhoz vezető kék jelzés a sípályán,  1 óra 20 perc.

## Külső hivatkozások
A menedékház honlapja